# Roquetes
Pour les articles homonymes, voir Roquette.
Roquetes est une commune espagnole de la province de Tarragone, en Catalogne, de la comarque de Baix Ebre